# 2024 Маклафлін
2024 Маклафлін (2024 McLaughlin) — астероїд головного поясу, відкритий 23 жовтня 1952 року.
Тіссеранів параметр щодо Юпітера — 3,551.